# Benzoil peroksid
Benzoil peroksid (tudi dibenzoil peroksid) se uporablja v farmacevtski industriji v zdravilih proti aknam v različnih koncentracijah (med 2% in 10%). 
Benzoil peroksid je pripravljen z regirajočim natrijevim peroksidom in benzoil kloridom, ki ga dodamo natrijevem kloridu in benzoil peroksidu.
Pri uporabi je treba biti zelo previden, saj se ne sme uporabljati npr. za cel obraz, vendar samo lokalno - torej namaže se samo akne. Pri nepravilni uporabi zelo razdraži kožo in lahko pusti tudi trajne posledice, saj je zelo agresiven. Med drugim se uporablja tudi kot strjevalec pri dvokomponentnih lepilih.
Benzoil peroksid je trdna snov, topna v vodi, ima oksidativne lastnosti in ni samovnetljiva. Snov lahko povzroči požar, draži oči, stik s kožo pa lahko povzroči preobčutljivost.
Benzoil peroksid je pri pravilnem skladiščenju obstojen in stabilen. Preprečiti je treba stik z drugimi kemikalijami, kislinami, alkalijami, pospeševalniki, solmi težkih kovin, rjo, amini, železom, bakrom in redukcijskimi sredstvi. Pri pravilni uporabi se ne razgradi. Samopospeševalni razkroj se začne pri temperaturah nad 50 stopinj Celzija.
Zastrupljenost se pojavi pri zaužitju nad 5000 mg/kg (LD50, podgana oralno), pri stiku z očmi in kožo draži in povzroča preobčutljivost.